# 2004年アテネオリンピックのジャマイカ選手団
2004年アテネオリンピックのジャマイカ選手団（2004ねんアテネオリンピックのジャマイカせんしゅだん）は、2004年8月13日から8月29日にかけてギリシャの首都アテネで開催された2004年アテネオリンピックのジャマイカ選手団、およびその競技結果。

## 概要
今大会は金メダル2個、銀メダル1個、銅メダル2個の合計5個のメダルを獲得した。

## メダル
| メダル | 選手名                                                                                | 競技 | 種目             |
| ------ | ------------------------------------------------------------------------------------- | ---- | ---------------- |
| 金     | ベロニカ・キャンベル                                                                  | 陸上 | 女子200m         |
| 金     | タイナ・ローレンス シェローン・シンプソン アリーン・ベイリー ベロニカ・キャンベル     | 陸上 | 女子4×100mリレー |
| 銀     | ダニー・マクファーレン                                                                | 陸上 | 男子400mハードル |
| 銅     | ベロニカ・キャンベル                                                                  | 陸上 | 女子100m         |
| 銅     | ノブレーン・ウィリアムズ ミシェル・バーガー ナディア・デイビー サンディー・リチャーズ | 陸上 | 女子4×400mリレー |